# Carassius cuvieri
 Carassius cuvieri és una espècie de peix cipriniforme de la família dels ciprínids.

## Morfologia
Els mascles poden assolir els 35 cm de longitud total.

## Distribució geogràfica
Es troba al Japó i Taiwan.